# Съюз на комунистите на Македония
Съюзът на комунистите на Македония (на македонска литературна норма: Сојуз на комунистите на Македонија, съкратено СКМ), до 1952 г. Комунистическа партия на Македония (на македонска литературна норма: Комунистичка партија на Македонија, съкр. КПМ), е македонската секция на Съюза на комунистите на Югославия, управляващата партия в Социалистическа федеративна република Югославия.

## История
През 1939 г. е сформиран Покрайненски комитет на Македония, който е областната комунистическа организация във Вардарска Македония. Комитетът води непостоянна политика и често влиза в противоречие със собствените си принципи. При създаването си през 1939 г. Комитетът е част от Югославската комунистическа партия. През 1941 година той преминава към Българска работническа партия под името Покрайненски комитет на работническата партия в Македония. По-късно същата година организацията повторно се връща към ЮКП.
През 1943 г. действащият дотогава предимно пробългарски Покрайненски комитет на Македония, активен основно в анексираната от България зона, бива разпуснат. Така на 19 март 1943 година в Тетово, което тогава попада в албанска територия, е основана Македонската комунистическа партия. Първият Централен комитет на партията е в следния състав: Лазар Колишевски (политически секретар), Мара Нацева (организационен секретар), Цветко Узуновски, Кузман Йосифовски - Питу, Страхил Гигов и Бане Андреев. Първият партиен конгрес се провежда през 1948 г. През април 1952 г. КПМ е преименувана на Съюз на комунистите на Македония (СКМ).
С промените в началото на 1990-те години в бивша Югославия и въвеждането на партийния плурализъм СКМ променя името си на Съюз на комунистите на Македония – Партия за демократично преобразуване (СКМ-ПДП) и под това наименование участва в първите многопартийни избори в Република Македония през 1990 г. Същевременно сменя своята комунистическа идеология със социалдемократическа. На конгреса през април 1991 г. СКМ-ПДП отново се преименува – този път на Социалдемократически съюз на Македония (СДСМ). Малка част от членовете на партията се отцепват, запазвайки комунистическите си идеология и име в СКМ-Партия за демократични промени.

## Секретари
1. Лазар Колишевски (19 март 1943 - 3 юли 1963)
2. Кръсте Цървенковски (3 юли 1963 - 24 март 1969)
3. Ангел Чемерски (24 март 1969 - 8 май 1982)
4. Кръсте Марковски (8 май 1982 - 5 май 1984)
5. Милан Панчевски (5 май 1984 - 10 май 1986)
6. Яков Лазароски (10 май 1986 - 27 ноември 1989)
7. Петър Гошев (27 ноември 1989 - 20 април 1991)

## Конгреси
- Първи конгрес - 19-24 декември 1948 г.
- Втори конгрес - 27-30 май 1954 г.
- Трети конгрес - 21-23 май 1959 г.
- Четвърти конгрес - 29-31 март 1965 г.
- Пети конгрес - 18-20 ноември 1968 г.
- Шести конгрес - 10-12 април 1974 г.
- Седми конгрес - 25-27 април 1978 г.
- Осми конгрес - 6-8 май 1982 г.
- Девети конгрес - 8-10 май 1986 г.
- Десети конгрес - 25-27 ноември 1989 г.
- Единадесети конгрес - 20 април 1991 г.

## Галерия
- Сградата на ЦК на СКМ, частично срутена при Скопското земетресение
- Първи конгрес на СКМ, 1948 г.
- Втори конгрес на СКМ, 1954 г.
- Трети конгрес на СКМ, 1959 г.